# Giants de Bolzano
Stade
Maillots
Super Bowl 2009
Les Giants de Bolzano (Giants Bolzano) est un club italien de football américain, fondé en 1989, basé à Bolzano, dans le Trentin-Haut-Adige. Ce club évolue au Stadio Europa.

## Palmarès
- Champion d'Italie : 2009
- Vice-champion d'Italie : 1999, 2000, 2008